# Newfoundland (đảo)
Newfoundland (/njuːfənˈlænd/ ⓘ new-fən-LAND; tiếng Tây Ban Nha: Terranova, tiếng Pháp: Terre-Neuve, tiếng Mi'kmaq: Taqamkuk, tiếng Ireland: Talamh an Éisc, Inuttitut: Kallunasillik / Ikkarumikluak) là một hòn đảo lớn thuộc Canada nằm ngoài khơi miền đông Bắc Mỹ, và là phần đông dân nhất của tỉnh Newfoundland và Labrador. Đảo này chiếm 29% diện tích đất toàn tỉnh. Newfoundland được tách khỏi bán đảo Labrador bởi eo biển Belle Isle và khỏi đảo Cape Breton bởi eo biển Cabot. Nó nằm chắn ngoài cửa sông Saint Lawrence, tạo nên vịnh Saint Lawrence, cửa sông lớn nhất thế giới. Hòn đảo gần Newfoundland nhất là Saint-Pierre và Miquelon, một cộng đồng hải ngoại thuộc Pháp.
Với diện tích 108.860 kilômét vuông (42.031 dặm vuông Anh), Newfoundland là đảo lớn thứ 16 thế giới, lớn thứ tư Canada, và lớn nhất Canada nằm ngoài miền Bắc. Thủ phủ tỉnh, St. John's, nằm ở bờ biển đông nam của đảo; Cape Spear, ngay phía nam thủ phủ, là điểm cực đông của Bắc Mỹ nếu không tính đến Greenland. Những đảo lân cận như New World, Twillingate, Fogo và đảo Bell thường được xem là 'một phần của Newfoundland'. Với góc nhìn như vậy, Newfoundland và các đảo xung quanh có tổng diện tích 111.390 kilômét vuông (43.008 dặm vuông Anh).